# 大東企業
大東企業株式会社（だいとうきぎょう）は、東京都千代田区に本社を置き、飲食店の経営、飲食店の企画・運営、不動産賃貸業を行っている日本の企業。 
1949年（昭和24年）に設立。もともとは銀座に開いたキャバレーが創業の始まり。現在では複数の飲食店を東京都内で展開している。
近年では、北大路バンコク店など、海外出店も行っている。

## 沿革
- 1949年（昭和24年） - 大東企業株式会社設立。
- 1980年（昭和55年） - 民芸居酒屋 番屋 銀座店オープン（現在の個室居酒屋 番屋）
- 1985年（昭和60年） - 番屋 新宿店開店。
- 1997年（平成9年） - 北大路 京橋店を開店。
- 2000年（平成12年）- 北大路 虎ノ門店を開店。
- 2001年（平成13年）- 北大路 八重洲店を開店。
- 2006年（平成18年） - 番屋蒲田店開店。
- 2009年（平成21年） - 現代表取締役社長、北尾拓也就任。
- 2012年（平成24年）3月 - 焼肉居酒屋まるし開店。
- 2014年（平成26年）9月 - 焼肉×バル マルシミート開店。
- 2016年（平成28年）5月 - 「焼肉居酒屋まるし」を「焼肉居酒屋マルウシミート銀座本店」に、「焼肉×バル マルシミート」を「焼肉×バル マルウシミート銀座2丁目店」にそれぞれ店名変更。

## 運営店舗

### 個室居酒屋 番屋
個室居酒屋 番屋（こしついざかや ばんや）は完全個室の和食居酒屋チェーン。東京都内に7店舗展開している。
チェーン店でありながら全店統一メニューではなく、各店ごとにその地域にあわせたメニューを提供している。
1980年、銀座に民芸居酒屋 番屋銀座店として『番屋』をスタート。
すべての個室が半個室やボックス席ではなく、完全個室となっている為、あらゆる場面で利用が可能。

### 個室会席 北大路
個室会席 北大路（こしつかいせき きたおおじ）は接待向け完全個室の和食飲食店。銀座を中心に東京都内に10店舗展開。
1995年（平成7年）6月に民芸居酒屋 番屋新橋店を店舗拡張の上、B1階の店名を個室会席北大路としたのが始まり。
会食や接待、お顔合わせ向けに季節に合わせた会席料理を提供しているほか、完全インバウンド対応型店舗やベジタリアン会席など、海外のニーズをくみ取り、和食を楽しめる内容となっている。
また、接待シーンでは敬遠されがちだった鍋料理を「一人ひと鍋」で提供することで、接待シーンでも利用しやすいようにしている。

### マルウシミート
マルウシミートは焼肉居酒屋チェーン。銀座に2店舗展開している。
A4ランク以上の和牛、雌牛のみを使用し、銀座でありながら単価5,000円程度で食べられるコストパフォーマンスにすぐれたお店。
リブロースの真ん中であるリブ芯と雲丹を組み合わせた『うにロール』はマルウシミートの看板商品。